# Matěj Chaluš
Matěj Chaluš (* 2. únor 1998 Praha) je český profesionální fotbalista, který hraje na pozici středního obránce za český klub FC Baník Ostrava a za český národní tým.

## Klubová kariéra
Chaluš prošel mládežnickými výběry Bohemians a Příbrami. V jejím dresu v sezóně 2015/2016 nastoupil i do šesti zápasů Juniorské ligy, konkrétně do utkání proti Benfice Lisabon, CSKA Moskva a do dvojutkání proti Viitorulu a Zimbru Kišiněv. V těchto šesti zápasech vstřelil jednu branku.

### 1. FK Příbram
Svou prvoligovou premiéru si odbyl v listopadu 2015 v utkání proti Slavii Praha. V dané sezóně pak nastoupil celkově do 11 ligových zápasů, branku v nich nevstřelil.
V následující sezóně už si získal stabilnější místo v základní sestavě, když odehrál celkem 27 ligových utkání. Ani v nich se ale střelecky neprosadil.

### SK Slavia Praha
Jeho výkonů si všimlo vedení aktuálního mistra nejvyšší soutěže, tedy Slavie Praha a v srpnu 2017 jej přivedlo do svého kádru. V dresu "sešívaných" ale neodehrál jediný zápas, chodil po hostováních a v roce 2019 z týmu odešel trvale.

#### FK Mladá Boleslav (hostování)
V září 2017 odešel na rok a půl dlouhé hostování do prvoligové Mladé Boleslavi. V první sezóně v dresu Boleslavi nastoupil do 17 ligových utkání, ve kterých vstřelil 3 branky. Odehrál také dvě utkání v MOL Cupu.
V sezóně následující stihl v dresu Boleslavi odehrát podzimní část sezóny, ve které nastoupil do 15 ligových zápasů bez vstřelené branky.

#### 1. FK Příbram (hostování)
V zimě 2019 pak odešel ze Slavie na půlroční hostování zpátky do Příbrami. Odehrál jarní část sezóny, ve které nastoupil do 10 ligových zápasů. Vstřelit branku se mu nepovedlo.

### FC Slovan Liberec
V červenci 2019 pak trvale přestoupil do prvoligového Liberce. V první sezóně si místo v sestavě "áčka" získával pozvolna, když odehrál celkem 9 ligových utkání. Nastoupil také do 4 zápasů MOL Cupu, ve kterých se dvakrát střelecky prosadil.
V sezóně 2020/2021 už začal dostávat více prostoru a dokonce se dočkal debutu v evropských pohárech. Premiéru v nich si odbyl v září 2020 v kvalifikačním utkání Evropské ligy proti FCSB. Ve stejné sezóně pak odehrál i další kvalifikační utkání proti FK Riteriai, stejně tak pak i zápasy základní skupiny proti Hoffenheimu, Crvene Zvezdě Bělehrad a Gentu. K 15. květnu 2021 nastoupil celkem do 24 ligových a 3 pohárových utkání, branku nevstřelil.

## Reprezentační kariéra
Nastoupil celkově do 72 mezistátních utkání v dresu České republiky v mládežnických věkových kategoriích do 17, 18, 19, 20 a 21 let, vstřelil v nich tři branky.
V listopadu 2022 byl poprvé nominován do české reprezentace. Svůj reprezentační debut si odbyl 16. listopadu v přátelském zápase proti Faerským ostrovům.

## Klubové statistiky
- aktuální k 15. květen 2021

| Tým               | Sezona  | Liga   | Liga   | Pohár  | Pohár  | Evropské poháry | Evropské poháry |
| Tým               | Sezona  | Zápasy | Branky | Zápasy | Branky | Zápasy          | Branky          |
| ----------------- | ------- | ------ | ------ | ------ | ------ | --------------- | --------------- |
| 1. FK Příbram     | 2015/16 | 11     | 0      | -      | -      | -               | -               |
| 1. FK Příbram     | 2016/17 | 27     | 0      | -      | -      | -               | -               |
| FK Mladá Boleslav | 2017/18 | 17     | 3      | 2      | 0      | -               | -               |
| FK Mladá Boleslav | 2018/19 | 15     | 0      | -      | -      | -               | -               |
| 1. FK Příbram     | 2018/19 | 10     | 0      | -      | -      | -               | -               |
| FC Slovan Liberec | 2019/20 | 9      | 0      | 4      | 2      | -               | -               |
| FC Slovan Liberec | 2020/21 | 24     | 0      | 3      | 0      | 5               | 0               |
| Celkem            | Celkem  | 113    | 3      | 9      | 2      | 5               | 0               |